# Kōstas Papanikolaou
Kōnstantinos Papanikolaou, detto Kōstas (in greco Κωνσταντίνος "Κώστας" Παπανικολάου?; Trikala, 1º agosto 1990), è un cestista greco.

## Carriera
Protagonista nella stagione 2011-12 della vittoria dell'Olympiakos nel campionato greco e, ancor più importante, della vittoria in Eurolega.
Viene selezionato al secondo giro del Draft NBA 2012 dai New York Knicks con la 48ª scelta. I diritti del giocatore sono poi passati ai Portland Trail Blazers ed in seguito agli Houston Rockets che lo ingaggiano per la stagione 2014-15.
Il 20 luglio 2015 passa ai Denver Nuggets, nella trade che porta Ty Lawson a Houston. A Denver viene tagliato una prima volta il 25 settembre, salvo poi essere reintegrato in squadra il 5 novembre successivo. Un secondo taglio giunge tuttavia il 7 gennaio 2016. Il 20 gennaio seguente fa ritorno in Grecia all'Olympiacos, firmando un contratto di due anni e mezzo.

## Statistiche

### NBA

#### Regular season
| Anno      | Squadra         | PG | PT | MP   | TC%  | 3P%  | TL%  | RP  | AP  | PRP | SP  | PP  |
| --------- | --------------- | -- | -- | ---- | ---- | ---- | ---- | --- | --- | --- | --- | --- |
| 2014-2015 | Houston Rockets | 43 | 1  | 18,5 | 35,0 | 29,2 | 72,2 | 2,7 | 2,0 | 0,7 | 0,3 | 4,2 |
| 2015-2016 | Denver Nuggets  | 26 | 6  | 11,3 | 36,4 | 31,3 | 64,3 | 1,5 | 0,6 | 0,5 | 0,2 | 2,6 |
| Carriera  | Carriera        | 69 | 7  | 15,8 | 35,4 | 29,7 | 68,8 | 2,3 | 1,5 | 0,6 | 0,3 | 3,6 |

#### Play-off
| Anno     | Squadra         | PG | PT | MP  | TC%  | 3P% | TL%  | RP  | AP  | PRP | SP  | PP  |
| -------- | --------------- | -- | -- | --- | ---- | --- | ---- | --- | --- | --- | --- | --- |
| 2015     | Houston Rockets | 8  | 0  | 2,6 | 25,0 | 0,0 | 50,0 | 0,3 | 0,0 | 0,0 | 0,0 | 0,4 |
| Carriera | Carriera        | 8  | 0  | 2,6 | 25,0 | 0,0 | 50,0 | 0,3 | 0,0 | 0,0 | 0,0 | 0,4 |

### Eurolega
| Anno       | Squadra    | PG  | PT  | MP   | TC%  | 3P%  | TL%  | RP  | AP  | PRP | SP  | PP  |
| ---------- | ---------- | --- | --- | ---- | ---- | ---- | ---- | --- | --- | --- | --- | --- |
| 2009-2010  | Olympiakos | 6   | 1   | 6,4  | 25,0 | 0,0  | 50,0 | 1,2 | 0,8 | 0,5 | 0,0 | 0,8 |
| 2010-2011  | Olympiakos | 16  | 14  | 13,7 | 44,7 | 43,5 | 64,7 | 3,1 | 0,2 | 0,6 | 0,1 | 3,9 |
| 2011-2012† | Olympiakos | 22  | 13  | 19,8 | 49,0 | 33,3 | 68,8 | 3,4 | 0,6 | 0,5 | 0,3 | 6,1 |
| 2012-2013† | Olympiakos | 31  | 30  | 23,8 | 49,7 | 52,1 | 72,3 | 4,4 | 1,4 | 0,9 | 0,7 | 8,7 |
| 2013-2014  | Barcellona | 28  | 27  | 25,0 | 50,7 | 36,1 | 50,0 | 3,4 | 2,2 | 0,8 | 0,5 | 6,9 |
| 2015-2016  | Olympiakos | 7   | 5   | 19,0 | 41,0 | 11,8 | 58,3 | 4,3 | 1,0 | 0,6 | 0,4 | 5,9 |
| 2016-2017  | Olympiakos | 37  | 32  | 23,3 | 42,2 | 31,6 | 82,6 | 4,8 | 1,5 | 1,2 | 0,4 | 8,1 |
| 2017-2018  | Olympiakos | 28  | 23  | 24,1 | 47,0 | 37,3 | 77,5 | 4,3 | 2,1 | 1,0 | 0,4 | 8,3 |
| 2018-2019  | Olympiakos | 30  | 23  | 23,5 | 43,1 | 37,1 | 73,8 | 3,9 | 1,6 | 0,8 | 0,3 | 6,9 |
| 2019-2020  | Olympiakos | 26  | 21  | 24,0 | 48,1 | 39,1 | 70,8 | 3,6 | 1,5 | 1,4 | 0,3 | 8,5 |
| 2020-2021  | Olympiakos | 14  | 13  | 21,7 | 36,5 | 37,0 | 89,5 | 2,2 | 1,9 | 0,6 | 0,5 | 5,7 |
| 2021-2022  | Olympiakos | 37  | 37  | 23,4 | 40,8 | 33,1 | 75,8 | 3,0 | 1,6 | 0,9 | 0,2 | 6,6 |
| 2022-2023  | Olympiakos | 38  | 38  | 25,3 | 52,6 | 42,9 | 72,9 | 3,8 | 1,9 | 0,7 | 0,2 | 8,7 |
| 2023-2024  | Olympiakos | 38  | 33  | 25,1 | 43,5 | 36,2 | 65,2 | 3,6 | 2,7 | 0,8 | 0,1 | 7,4 |
| 2024-2025  | Olympiakos | 38  | 29  | 18,8 | 41,5 | 34,0 | 69,2 | 2,8 | 2,1 | 0,6 | 0,3 | 4,8 |
| Carriera   | Carriera   | 396 | 339 | 22,5 | 45,5 | 37,2 | 72,2 | 3,6 | 1,7 | 0,8 | 0,3 | 7,0 |

## Palmarès

### Squadra
- Campionato greco: 5

Olympiakos: 2011-2012, 2015-2016, 2021-2022, 2022-2023, 2024-2025
- Campionato spagnolo: 1

Barcellona: 2013-2014
- Liga catalana: 1

Barcellona: 2013
- Coppa di Grecia: 5

Olympiakos: 2009-2010, 2010-2011, 2021-2022, 2022-2023, 2023-2024
- Supercoppa greca: 3

Olympiakos: 2022, 2023, 2024
- Eurolega: 2

Olympiakos: 2011-2012, 2012-2013

### Individuale
- Euroleague Rising Star Trophy: 1

Olympiakos: 2012-2013